# Андвиль (Санкт-Галлен)
Андвиль (нем. Andwil SG) — коммуна в Швейцарии, в кантоне Санкт-Галлен.
Входит в состав округа Санкт-Галлен. Население составляет 1739 человек (на 31 декабря 2006 года). Официальный код — 3441.

## Фотографии

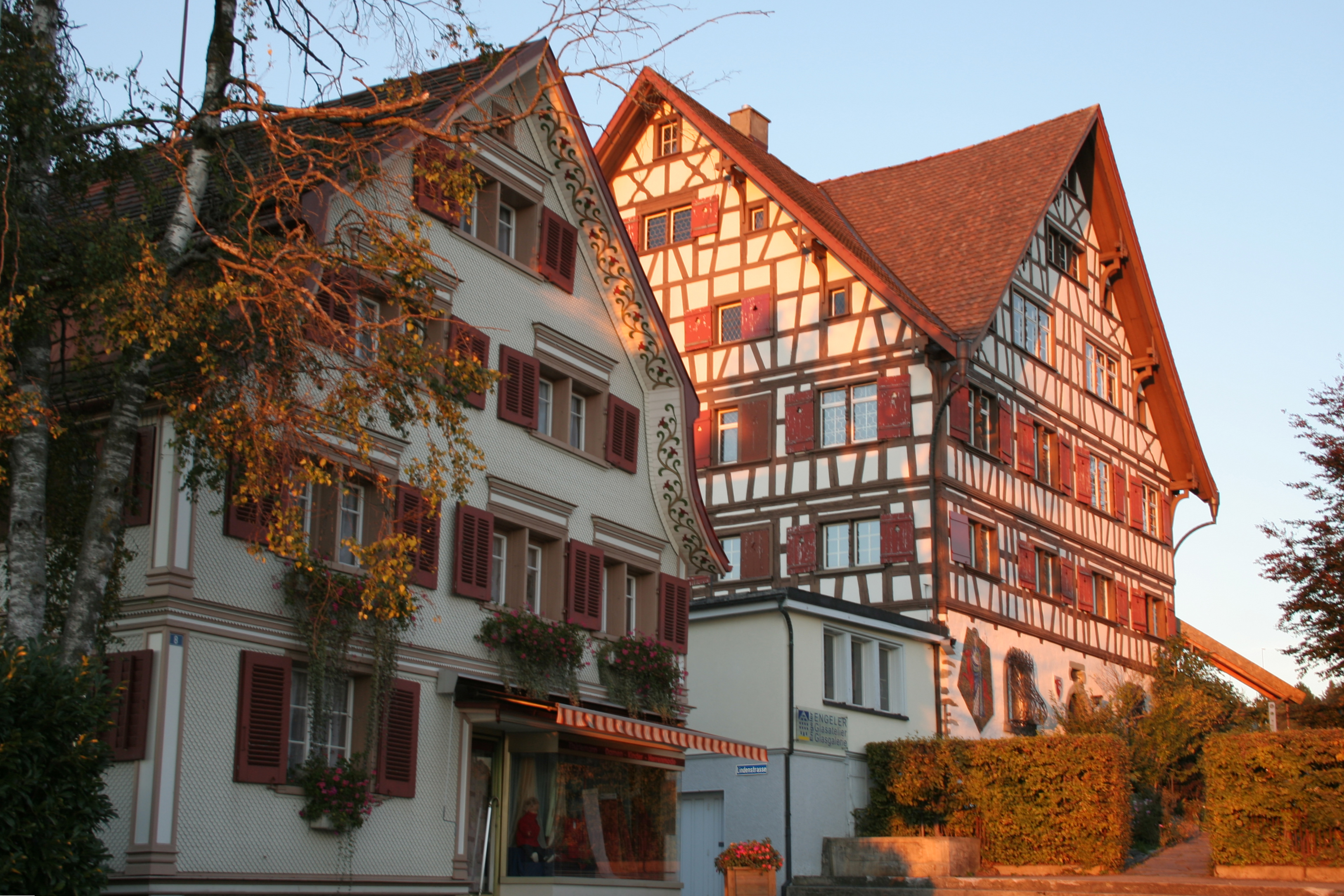
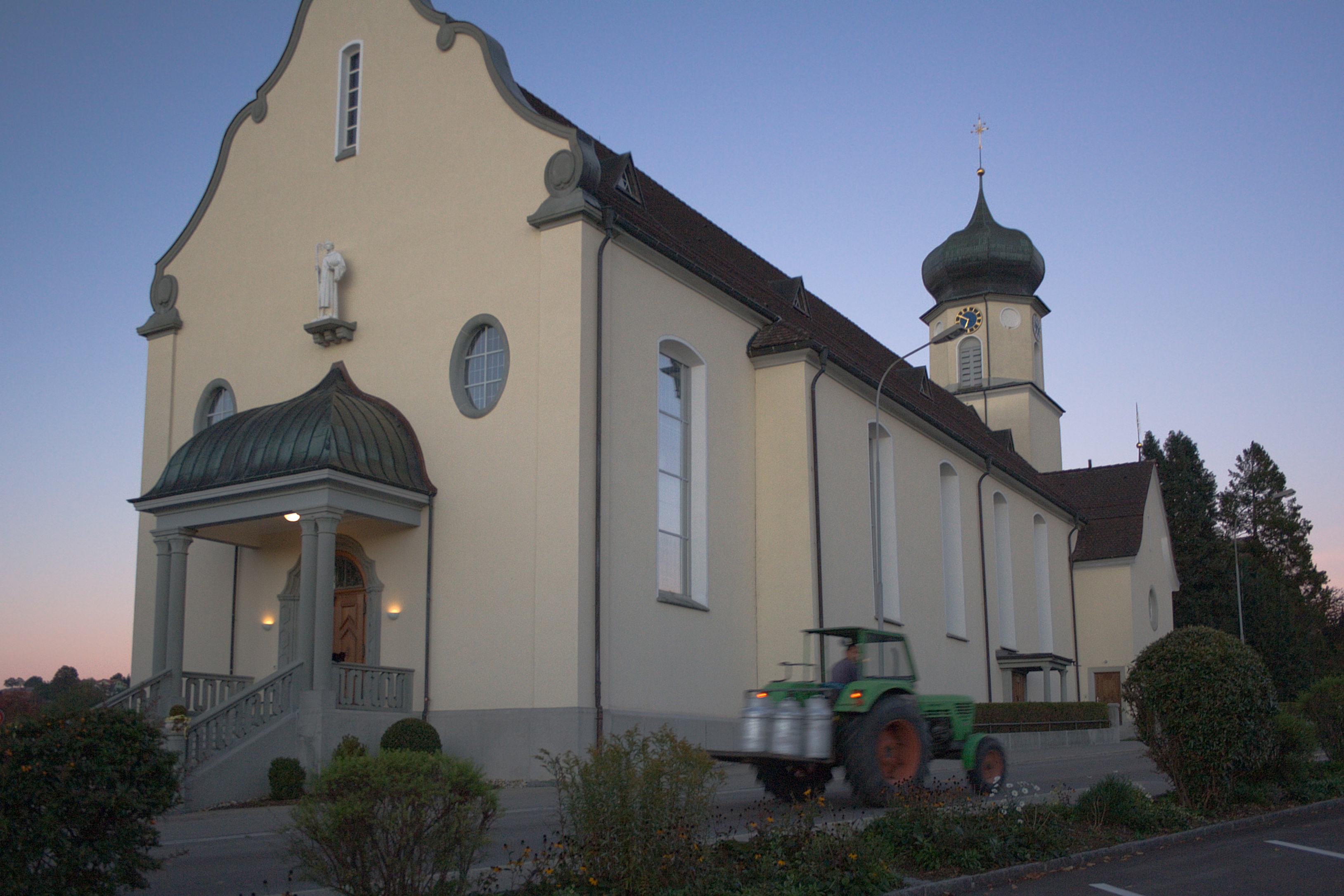
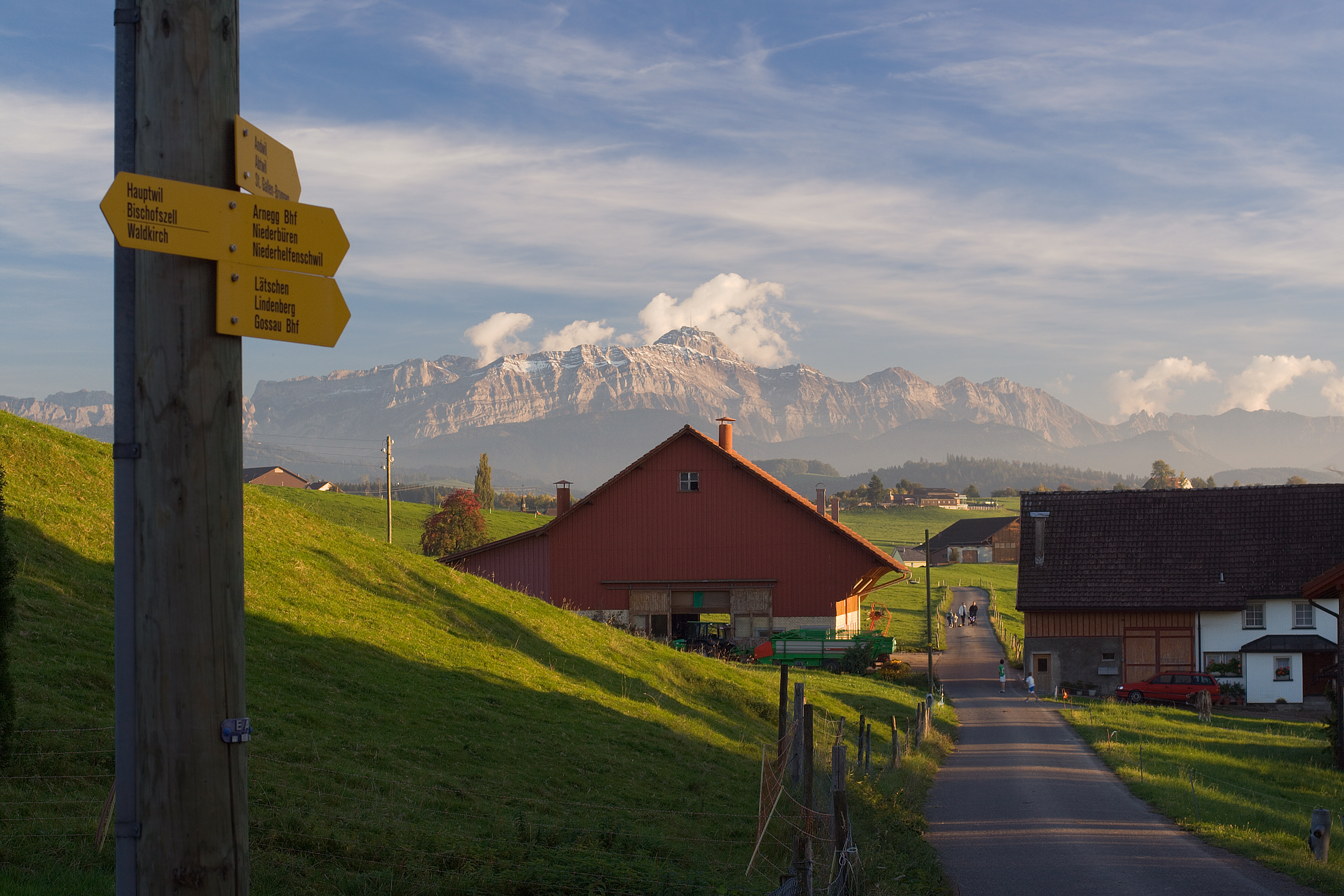
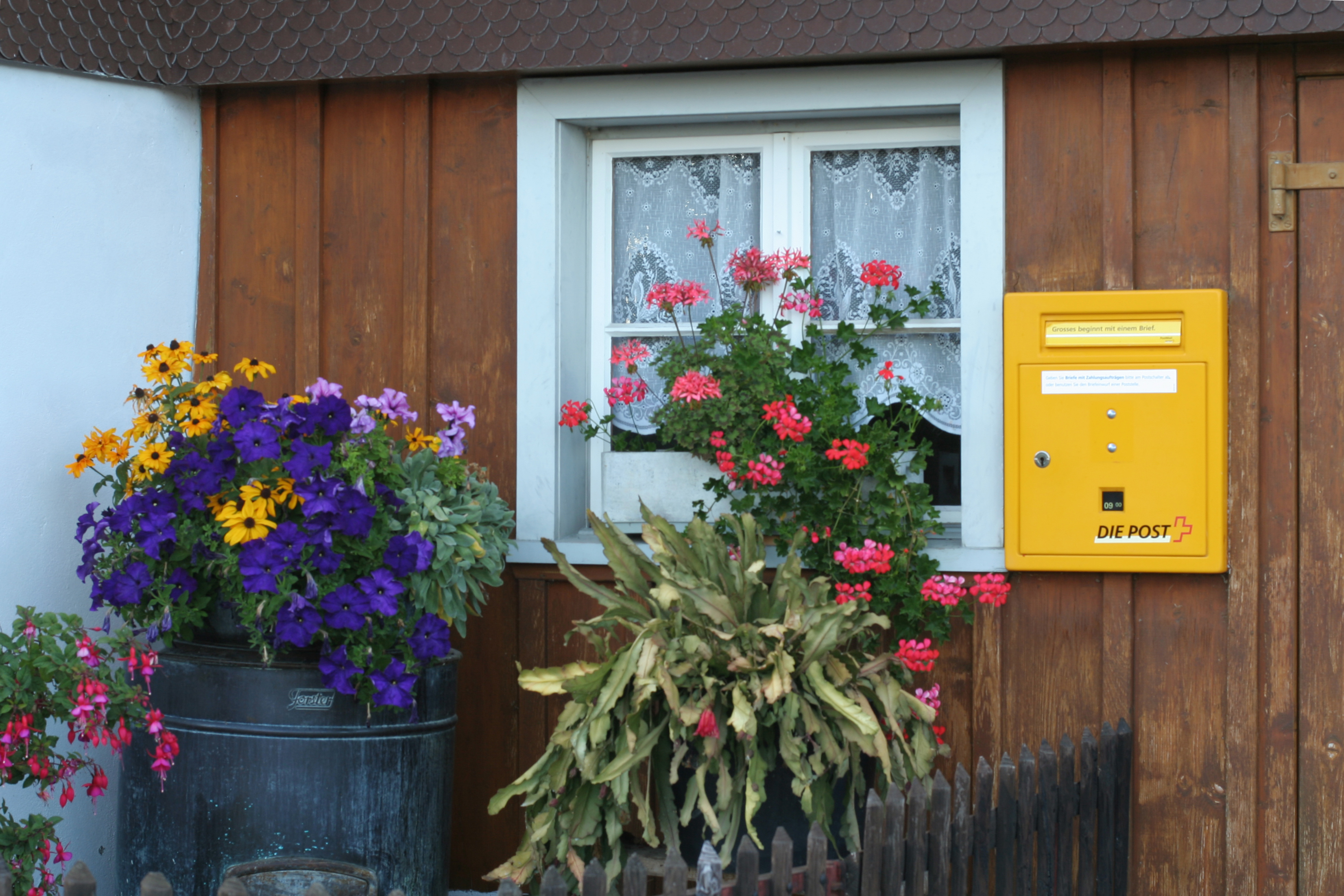